# Havajski kreolski engleski
Havajski kreolski engleski (ISO 639-3: hwc), jezik na Havajima u SAD-u, kojim govori oko 600 000 ljudi (1986 M. Forman). Nazivan je ponekad i havajski pidžin, a skraćeno i HCE (Hawai’i Creole English) ili samo pidžin (Pidgin). Nekih 100 000 ljudi govori ga na kopnu, napose na zapadnoj obali SAD-a, Las Vegas i Orlando.
Temeljen je na engleskom jeziku i s još šest drugih kreolskih jezika pripada pacifičkoj skupini kreolskih engleskih jezika.

## Vanjske poveznice
- Ethnologue (14th)
- Ethnologue (15th)